# Kar'Ouest
Kar'Ouest est un réseau de transport en commun de l'île de La Réunion, département d'outre-mer français dans le sud-ouest de l'océan Indien. Exploité par le Territoire de la Côte Ouest, il dessert les communes du Port, La Possession, Saint-Leu, Saint-Paul et Trois-Bassins.

## Lignes Le Port - La Possession
- Ligne 1 : Parc De Sainte Thérèse ↔ Pôle d'Échanges du Port (Par la Rivière Des Galets)
- Ligne 2 : ZAC De Sainte Thérèse ↔ La Glacière (Par ZI n°2)
- Ligne 3 : La Glacière ↔ EDF (Par le Pôle d'Échanges du Port)
- Ligne 4 : Pôle ÉchLaurie pour De La Possession
- Ligne 5 : Port Est ↔ Maloya ↔ EDF
- Ligne 6 : Cités unies ↔ Pôle d'Échanges du Port ↔Lamartine
- Ligne 7 : Ravine à Malheur ↔ La Glacière
- Ligne 8a : Dos D'âne ↔La Glacière
- Ligne 8b : Pichette (B. Thomas) ↔ La Glacière
- Ligne 8c : Église Ste Thérèse ↔ La Glacière
- Ligne 9a : Église Ste Thérèse ↔ Église de la Possession
- Ligne 9b : Pichette (B. Thomas) ↔ Église de la Possession
- Ligne 10 : Piscine Bois de Nèfles ↔ Pôle d'Échanges du Port
- Ligne 11 : Église Sainte Thérèse ↔ Église Possession
- Ligne 12 : Ravine des Lataniers ↔ Église de la Possession
- Ligne Littoral 1 : Pôle d’Échanges du Port ↔ Cambaie ↔ Gare Routière de Saint Paul

## Lignes Saint-Paul
- Ligne 1 : Tan Rouge ↔ Gare Routière de Saint Paul
- Ligne 2 : Le Guillaume ↔ Gare Routière de Saint Paul
- Ligne 2.1 : Terminus Chemin Lebon ↔ Gare Routière de Saint Paul
- Ligne 2.2 : Bras Mouton / Le Guillaume ↔ Gare Routière de Saint Paul
- Ligne 3 : Bellemene ↔ Gare Routière de Saint Paul
- Ligne 4 : Savanna - Tour des Roches ↔ Gare Routière de Saint Paul
- Ligne 5 : Cimetière Marin ↔ Gendarmerie Etang
- Ligne 6.1 : Villèle ↔ Saint-Gilles les Bains
- Ligne 6.2 : Mairie Bernica ↔ tan rouge
- Ligne 6.3 : La Saline (Prisami) ↔ La Saline les Bains
- Ligne 7 : La Saline les Bains ↔ Mont Rocquefeuil / Boucan
- Ligne 8.0 : Ruisseau ↔ Gare Routière de Saint Paul
- Ligne 8.1 : Chemin Hoareau / Barrières / Bras Mort ↔ Gare Routière de Saint Paul
- Ligne 8.2 : Lot.Paul & Virginie ↔ Gare Routière de Saint Paul
- Ligne 8.3 : Bel Air / Ravine Renaud ↔ Gare Routière de Saint Paul
- Ligne 8.4 : Hangar ↔ Gare Routière de Saint Paul
- Ligne 8.5 : Sans Souci ↔ Gare Routière de Saint Paul
- Ligne 9 : Vue Belle ↔ Gare Routière de Saint Paul
- Ligne 9.0 : Plateau Caillou ↔ Gare Routière de Saint Paul
- Ligne 9.1 : Pausé / Villentroy ↔ Gare Routière de Saint Paul
- Ligne 9.2 : Barrage Mairie - Chemin Bruniquel ↔ Gare Routière de Saint Paul
- Ligne 9.3 : Piton Léon ↔ Gare Routière de Saint Paul
- Ligne 9.4 : Barrage Vergers ↔ Gare Routière de Saint Paul
- Ligne 9.5 : L'Eperon ↔ Gare Routière de Saint Paul
- Ligne 9.6 : Fond de Puits ↔ Gare Routière de Saint Paul
- Ligne 9.7 : Villèle / Saint-Gilles les Hauts ↔ Gare Routière de Saint Paul
- Ligne 10 : Piscine Bois de Nèfles ↔ Pôle d'Echanges du Port
- Ligne 11 Mairie Bois de Nèfles - Ecole Bellemene ↔ Lotissement Bois Rouge Piscine Plateau Caillou
- Ligne 63bis : Le Cap la Chaloupe ↔ Gare Routière de Saint Paul
- Ligne Littoral 1 : Pôle d’Échanges du Port - Cambaie ↔ Gare Routière de Saint Paul
- Ligne Littoral 2 : Gare Routière de Saint Paul ↔ Zac Portail
- Ligne Axe 9 : Vue Belle ↔ Gare Routière de Saint Paul
- Ligne Ti' navèt : Parking de la grotte 1er réunionnais ↔ La Baie

## Lignes Trois-Bassins
- Ligne 61 : Souris Chaude ↔ Bras Calebasse
- Ligne 61bis : Souris Chaude ↔ Bras Calebasse
- Ligne 63 : Mairie des Trois-Bassins ↔ Piveteau
- Ligne 63bis : Le Cap la Chaloupe ↔ Gare Routière de Saint Paul
- Ligne Littoral 2 : Gare Routière de Saint Paul ↔ Zac Portail

## Lignes Saint-Leu
- Ligne 41 : Le Cap la Chaloupe ↔ Mairie de Saint-Leu
- Ligne 41bis : Les Colimaçons ↔ Mairie de Saint-Leu
- Ligne 42 : Réservoir ↔ Mairie de Saint-Leu
- Ligne 42bis : Chemin des Jacquiers ↔ Pointe des Châteaux
- Ligne 43 : Bois de Nèfles ↔ Pointe des Châteaux
- Ligne 43bis : Bois de Nèfles ↔ Pointe des Châteaux
- Ligne 44 : Notre Dame des Champs ↔ Mairie Piton
- Ligne 44bis : Notre Dame des Champs ↔ Mairie Piton
- Ligne 45 : Grand Fond ↔ Pointe des Châteaux
- Ligne 46 : Mairie des Trois Bassins ↔ Mairie de Saint-Leu
- Ligne 47 : Chemin Boussole ↔ Bois Blanc
- Ligne 48 : École Stella ↔ Mairie Piton
- Ligne 49 : Chemin Laurency ↔ Mairie Saint-Leu
- Ligne 49 bis : Chemin Potier ↔ Mairie Saint-Leu
- Ligne 50 : Église Saint-Christophe ↔ Mairie de Saint-Leu (par le chemin Duguet et l’Etang)
- Ligne 51 : Notre Dame des Champs ↔ Mairie de Saint-Leu (par les chemins Mutel et Diale).
- Ligne 52 : Cimetière Colimaçons ↔ Zac Portail
- Ligne 62 : Piveteau ↔ Mairie de Saint-Leu
- Ligne 63bis : Le Cap la Chaloupe ↔ Gare Routière de Saint Paul
- Ligne Littoral 2 :  Gare Routière de Saint Paul ↔ Zac Portail

## Tarification
- Ticket Jeune : Accordé aux enfants inscrits au transport scolaire ; prix du ticket 0.70€.
- Ticket Marmaille : Accordé aux enfants de 3 à 11 ans inclus ; prix du ticket 0.70€.
- Ticket Dernière minute : A acheter dans le bus au plein tarif ; prix du ticket 1.80€.
- Eco-ticket : A acheter dans nos agences commerciales et chez nos dépositaires, à prix malin ; prix du ticket 1.30€.
- Ticket navette : A utiliser uniquement dans la navette du centre-ville de Saint-Paul ; prix du ticket 1.10€.
- Carnet futé : Carnet de 5 tickets à acheter dans nos agences commerciales et chez nos dépositaires ; prix du carnet 6€.
- Carnet malin : Carnet de 10 tickets à utiliser à volonté en vente dans nos agences commerciales et chez nos dépositaires ; prix du carnet 10€.
- Pass liberté : Valable toute la semaine. A utiliser sans modération ! Prix du Pass 10€.
- Pass liberté+ : Valable pendant 1 mois. Un max d'économie ! Prix du Pass 38€.
- Cartes Cool et Cool+ : Carte scolaire avec coupon mensuel trimiestriel ou annuel.
- Carte Libre Circulation du Département. Valable avec un coupon annuel ou trimestriel.